# Черково (Вологодская область)
Черково — деревня в Белозерском районе Вологодской области.
Входит в состав Гулинского сельского поселения, с точки зрения административно-территориального деления — в Гулинский сельсовет.
Расположена на берегу Азатского озера. Расстояние по автодороге до районного центра Белозерска составляет 28 км, до центра муниципального образования деревни Никоновская — 19 км. Ближайшие населённые пункты — Данилово, Кема, Яковлево.
Население по данным переписи 2002 года — 12 человек.